# 対角線共通部分
対角線共通部分（たいかくきょうつうせんぶぶん、英語: diagonal intersection）は、数学、特に集合論で使われる概念である。
{\displaystyle \displaystyle \delta } を順序数、{\displaystyle \displaystyle \langle X_{\alpha }\mid \alpha <\delta \rangle } を、{\displaystyle \displaystyle \delta } の部分集合の列としたとき、その対角線共通部分とは、次のように表され、
{\displaystyle \displaystyle \Delta _{\alpha <\delta }X_{\alpha },}
次のように定義される。
{\displaystyle \displaystyle \{\beta <\delta \mid \beta \in \bigcap _{\alpha <\beta }X_{\alpha }\}.}
順序数 {\displaystyle \displaystyle \beta }が{\displaystyle \displaystyle \Delta _{\alpha <\delta }X_{\alpha }} の要素であるというのは、それが列の最初から {\displaystyle \displaystyle \beta } 番目より前の要素の全てに属することと同値である。すなわち、対角線共通部分は
{\displaystyle \displaystyle \bigcap _{\alpha <\delta }([0,\alpha ]\cup X_{\alpha }),}
と同じである。